# جسر وستمنستر

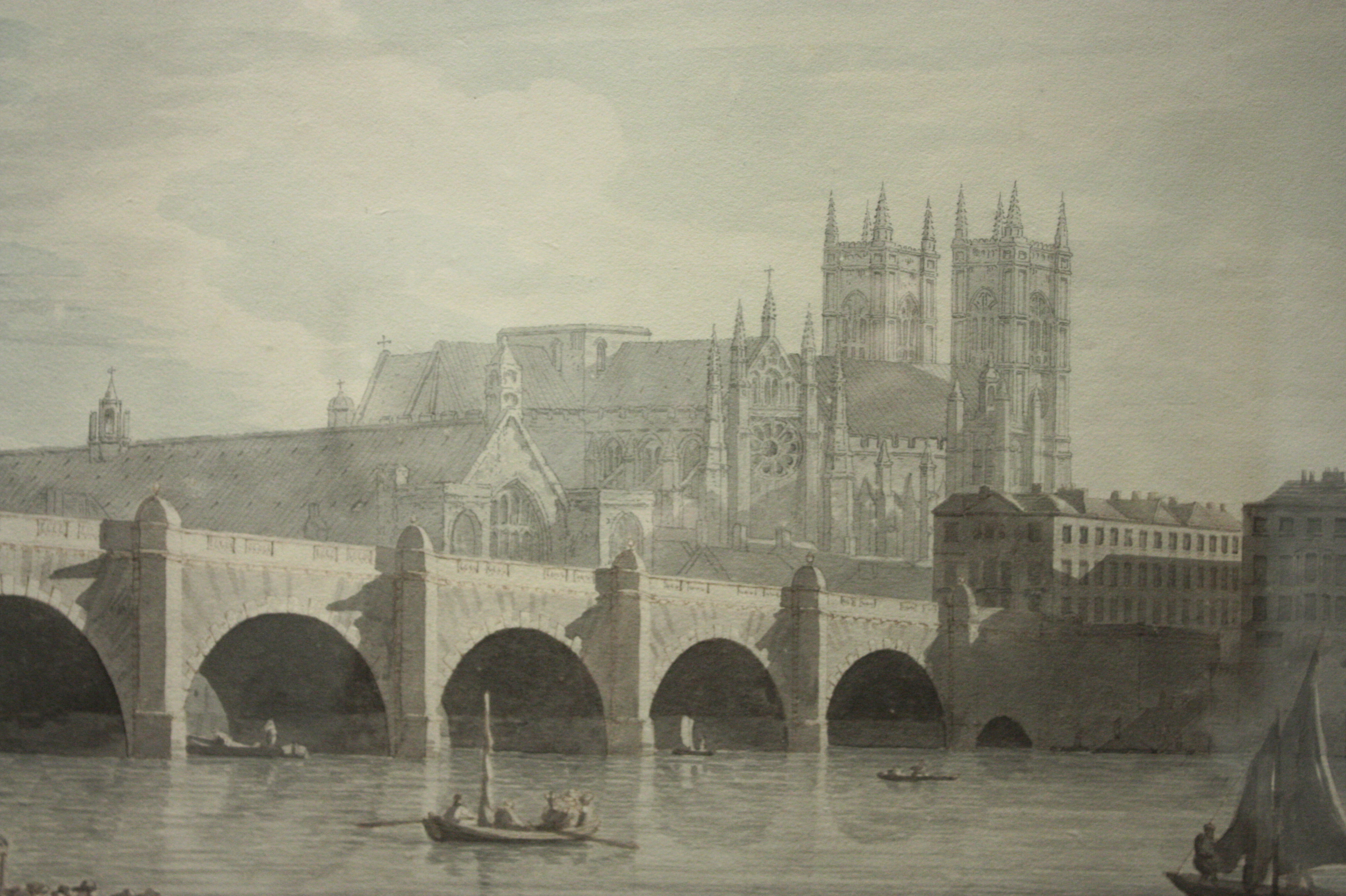
جسر ويستمنستر لوحة لجوزيف فارينغتون، 1789 (الجسر الأصلي)

جسر ويستمنستر (بالإنجليزية: Westminster Bridge)‏ هو طريق للمركبات والمشاة يمتد فوق نهر التيمز في لندن. ويربط ويستمنستر في الطرف الشمالي بلامبيث في الطرف الجنوبي.
الجسر مطلي باللون الأخضر على غرار المقاعد الجلدية في مجلس العموم الذي يقع بجوار قصر ويستمنستر بالقرب من الجسر. بالمقابل، فإنّ جسر لامبيث مطلي باللون الأحمر على غرار مقاعد مجلس اللوردات الذي يقع مقابل مبنى البرلمان.
أجريت أعمال صيانة على الجسر في المدة بين 2005-2007، تضمنت استبدال الواجهات الحديدية وإعادة طلاء الجسر كاملاً. يربط الجسر بين قصر ويستمنستر على الضفة الغربية للنهر مع قاعة مقاطعة لندن وعين لندن في الشرق، وقد مثل نقطة النهاية في ماراثون لندن في سنواته الأولى.
يأتي بعده باتجاه مصب النهر جسر هانغرفورد أما قبله باتجاه المنبع فيقع جسر لامبيث. أدرج جسر ويستمنستر بين المباني المهمة من الدرجة الثانية في عام 1981.

## التاريخ
ظل أقرب جسر إلى جسر لندن يقع في كينغستون لأكثر من 600 سنة. تم اقتراح بناء جسر في ويستمنستر في عام 1664، لكن الاقتراح قوبل بمعارضة من قبل مؤسسة لندن والعاملين في المراكب على النهر. بالرغم من استمرار المعارضة في عام 1722، وبعد بناء جسر خشب جديد في بوتني في عام 1729، حاز المشروع على موافقة البرلمان في عام 1736. بني جسر ويستمنستر بين عامي 1739-1750 بتمويل من رؤوس الأموال الخاصة واليانصيب والمنح النقدية وبإشراف المهندس السويسري تشارلز لابيلي. افتتح الجسر في 18 نوفمبر 1750.
استجاب مجلس مدينة لندن لجسر ويستمنستر عبر إزالة المباني على جسر لندن وتوسيعه في المدة بين عامي 1760-1763. كما باشر مجلس المدينة العمل على جسر بلاكفريارز، الذي افتتح في عام 1769. من الجسور الأخرى التي شيدت في ذلك الوقت: جسر كيو (1759)، وجسر باترسي (1773)، وجسر ريتشموند (1777).
كان الجسر ضرورياً لتسهيل حركة المرور من منطقة وست اند باتجاه ضاحية جنوب لندن الناشئة فضلاً عن موانئ الساحل الجنوبي. في غياب الجسر، كان سيتعين على حركة المرور من وست إند المرور عبر الطرق المزدحمة باتجاه جسر لندن مثل شارع ستراند وشارع نيو أكسفورد ستريت. كما تم تحسين الطرق الواقعة جنوب النهر، بما في ذلك تقاطع إلفانت أند كاسل والقلعة في ساوثوورك.
بحلول منتصف القرن التاسع عشر كان الجسر ينحسر بصورة سيئة وأصبحت صيانته مكلفة للغاية. تم تصميم الجسر الحالي على يد المهندس توماس بايج وافتتح في 24 مايو 1862. يمتد الجسر المصنوع من الحديد المطاوع بطول 820 قدماً (250 م) وعرض 85 قدماً (26 م)، ويرتفع فوق سبعة أقواس صممت على الطراز القوطي من قبل تشارلز باري (المهندس الذي صمم قصر ويستمنستر). ويعد أقدم جسر طرقي عبر نهر التيمز في وسط لندن.
في 22 مارس 2017، كان الجسر مسرحاً لحادث إرهابي، إذ قاد رجل سيارة هيونداي رمادية على الرصيف ودهس عدداً من المارة قبل أن يتجه إلى أبواب قصر ويستمنستر ومن ثم يطعن ضابط شرطة هناك حيث أرداه قتيلاً. أسفر الحادث عن مقتل خمسة أشخاص، بمن فيهم الجاني، وإصابة أكثر من 50 شخصاً آخرين بجراح.

## معرض الصور

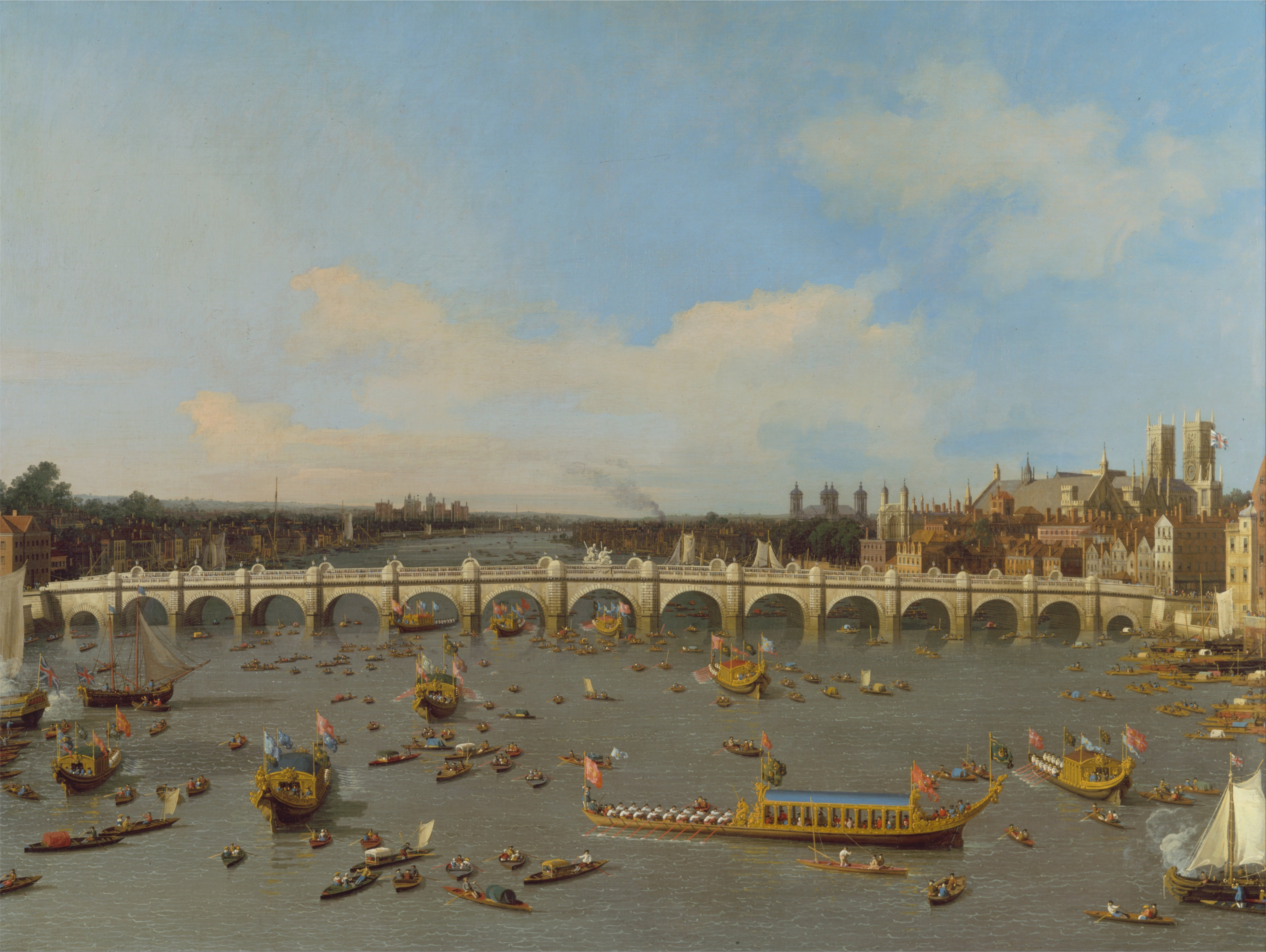
أول رسم لجسر وستمنستر كما رسمه كاناليتو، 1747. مركز ييل للفن البريطاني، نيو هافن.
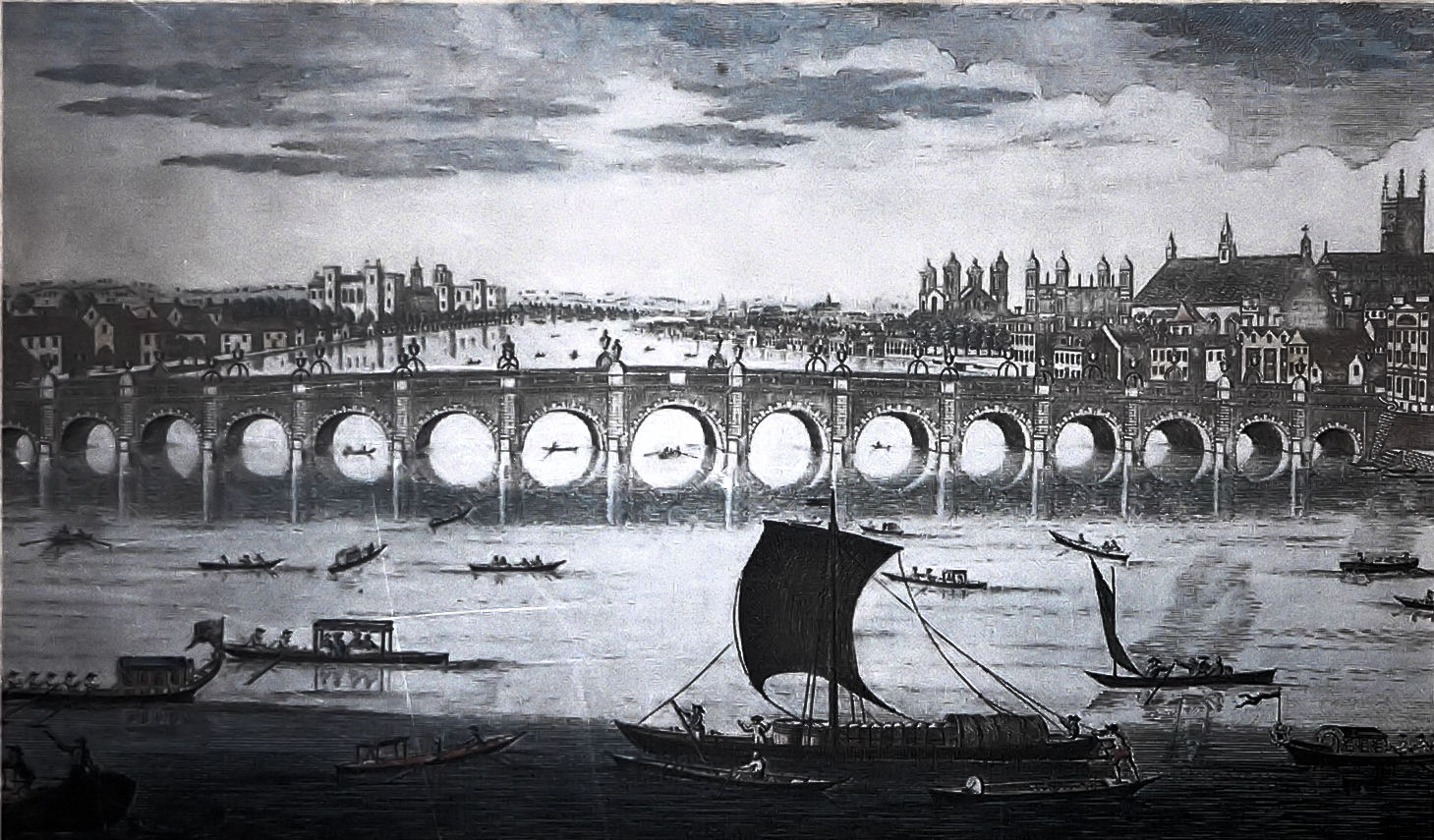
جسر وستمنستر، حوالي عام 1750. كان على مالكي الجسر دفع تعويضات لمشغلي "Horseferry" وعمال المياه المحليين.
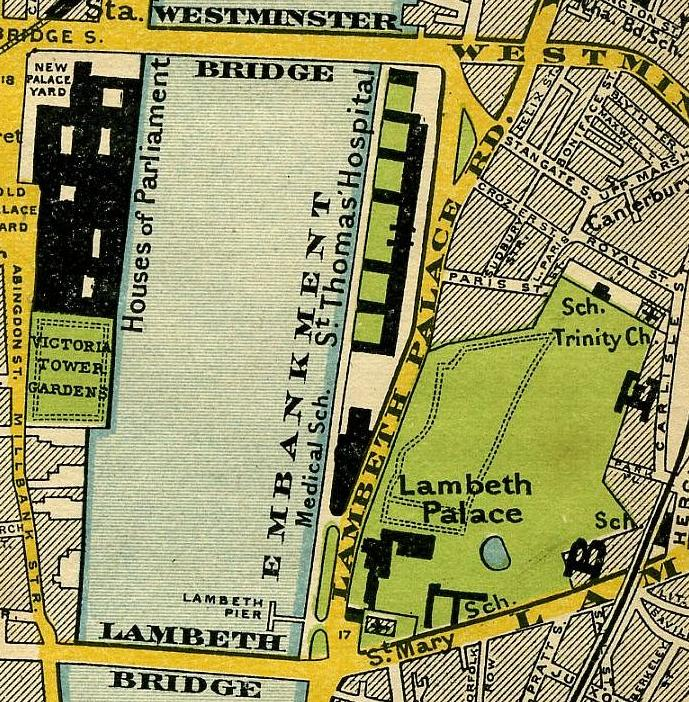
خريطة عام 1897 تُظهر قصر لامبيث وجسر لامبيث ومجلسي البرلمان وجسر وستمنستر.
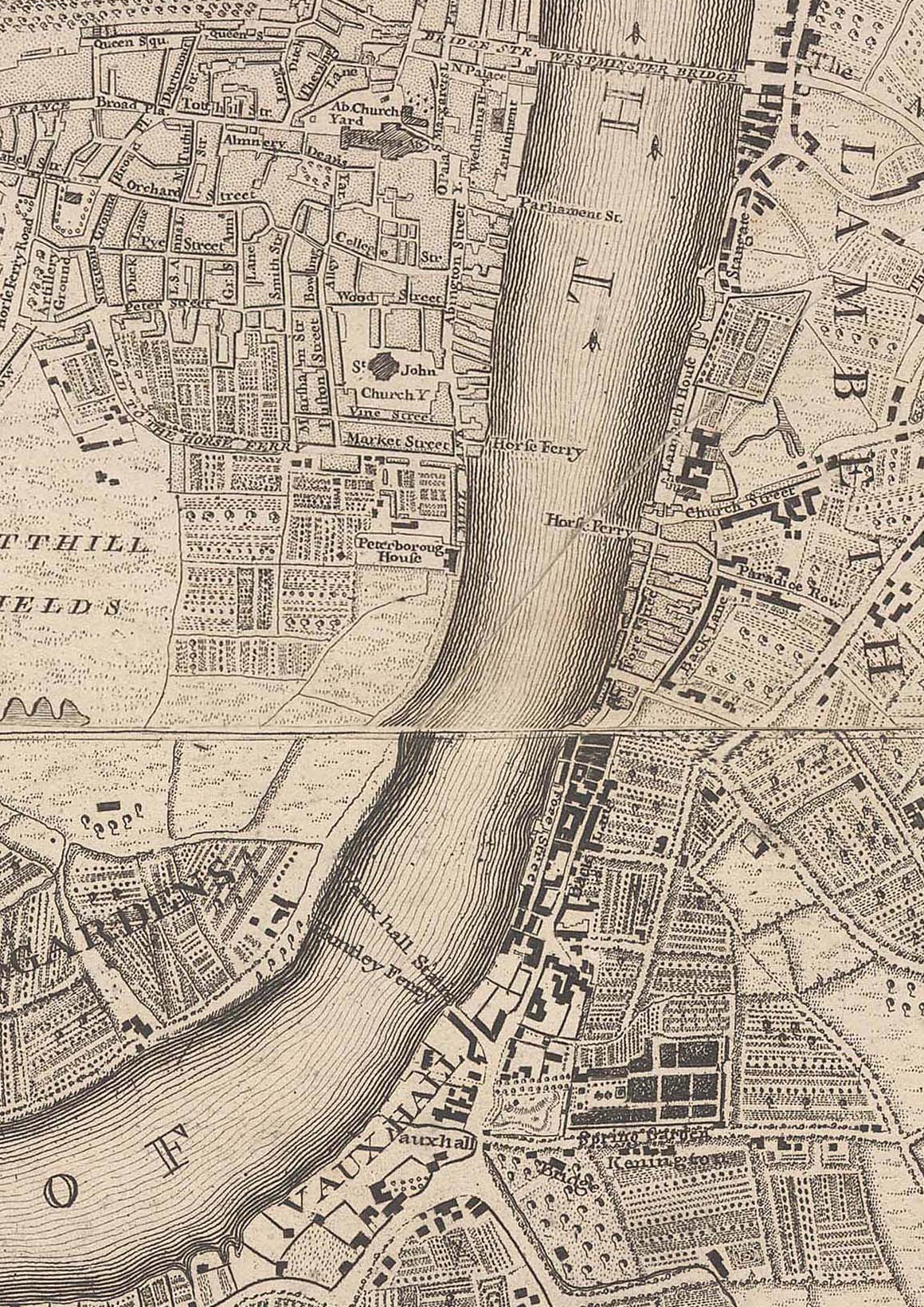
وستمنستر ولامبيث، 1746. جسر وستمنستر، افتتح في عام 1740، وكما يظهر، يربط وستمنستر بلامبث.
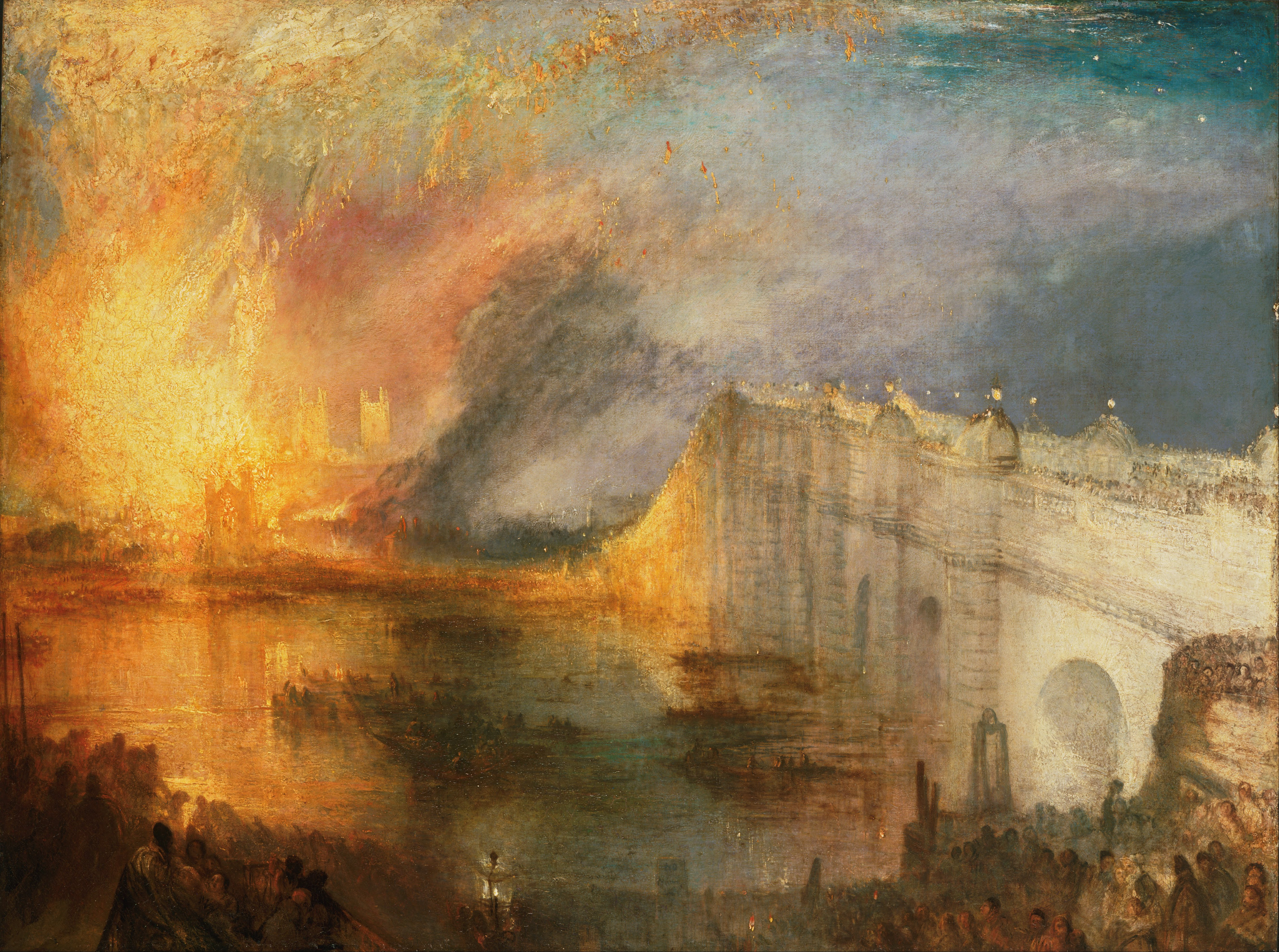
حرق منازل اللوردات والمشاع، رسمة بواسطة جيه إم دبليو تيرنر، 1835، يظهر جسر وستمنستر على اليمين.
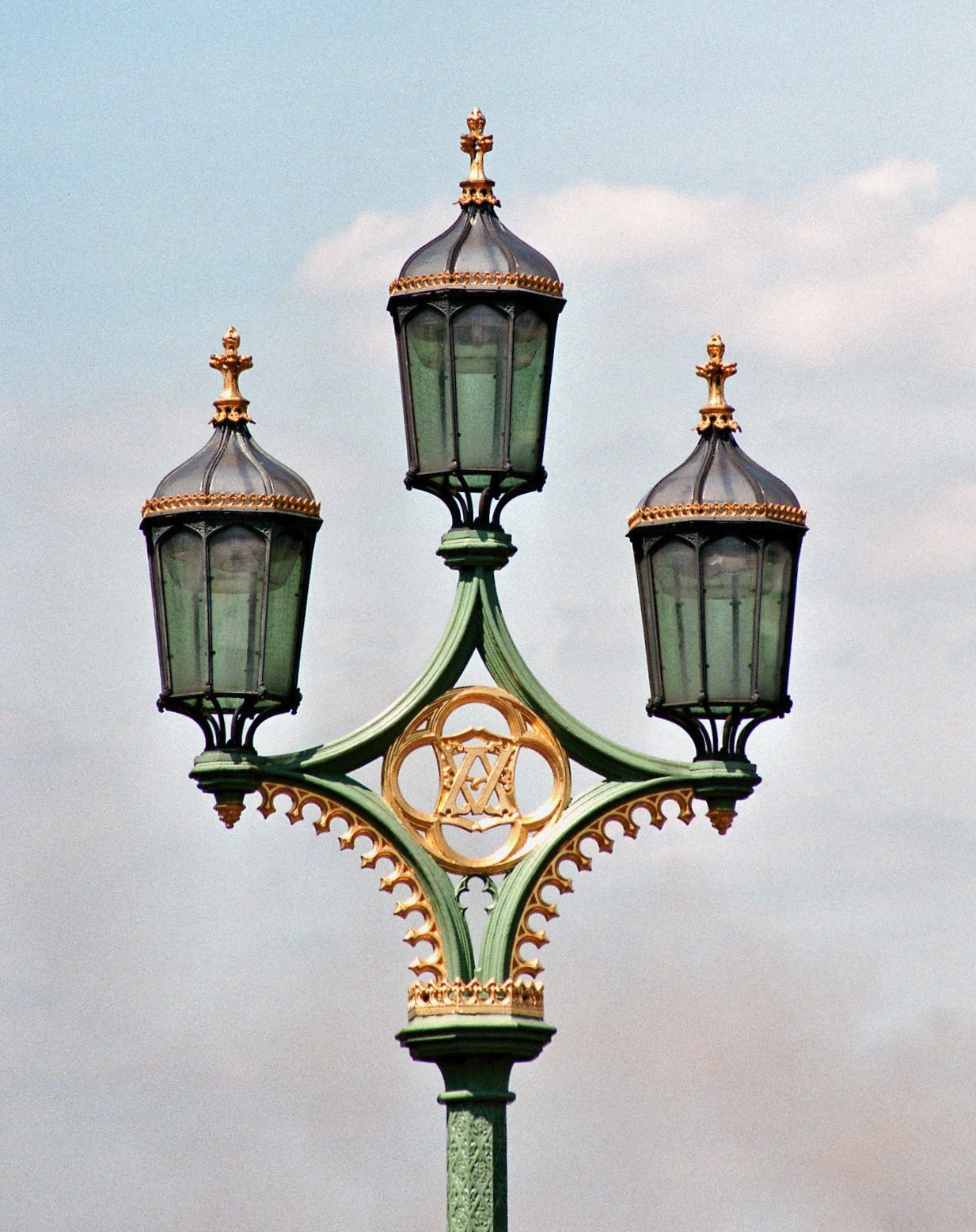
مصابيح الشوارع على الجسر.
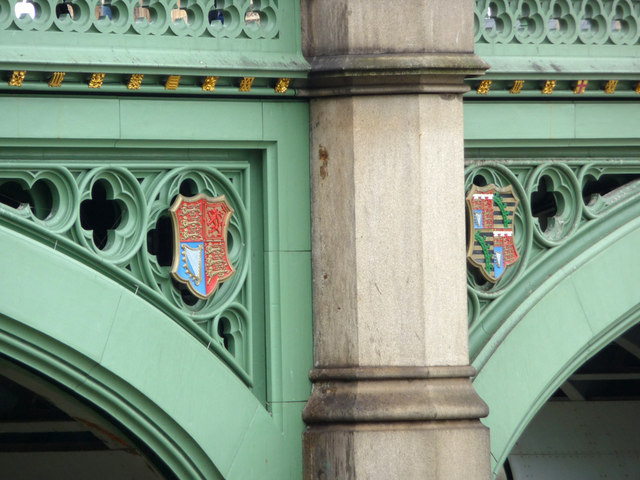
شعارات النبالة للملكة فيكتوريا والأمير ألبرت على الجسر.
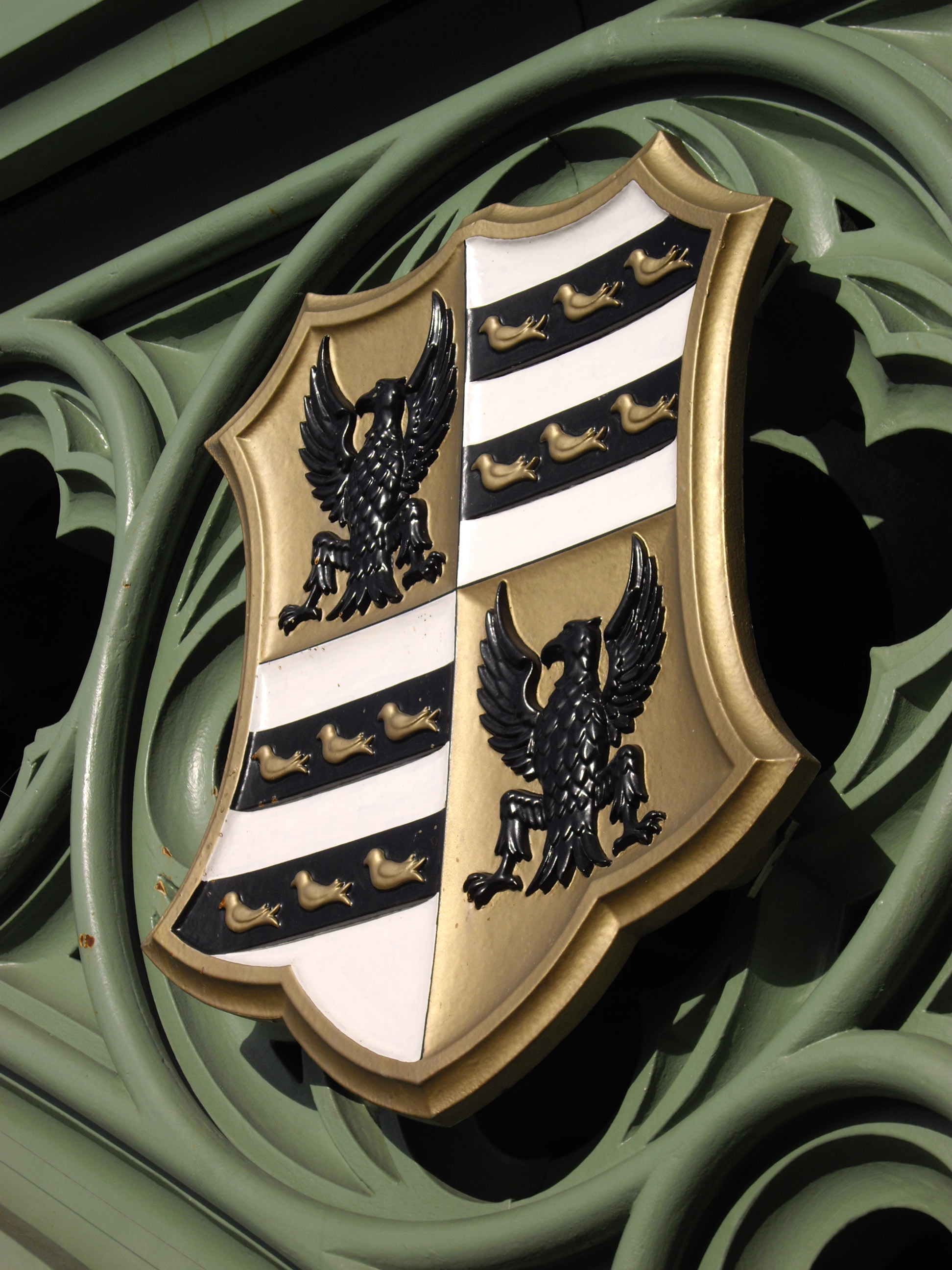
شعار النبالة للفيكونت الثالث بالمرستون هنري جون تمبل على الجسر. كان بالمرستون رئيسًا للوزراء عند افتتاح الجسر الحالي.
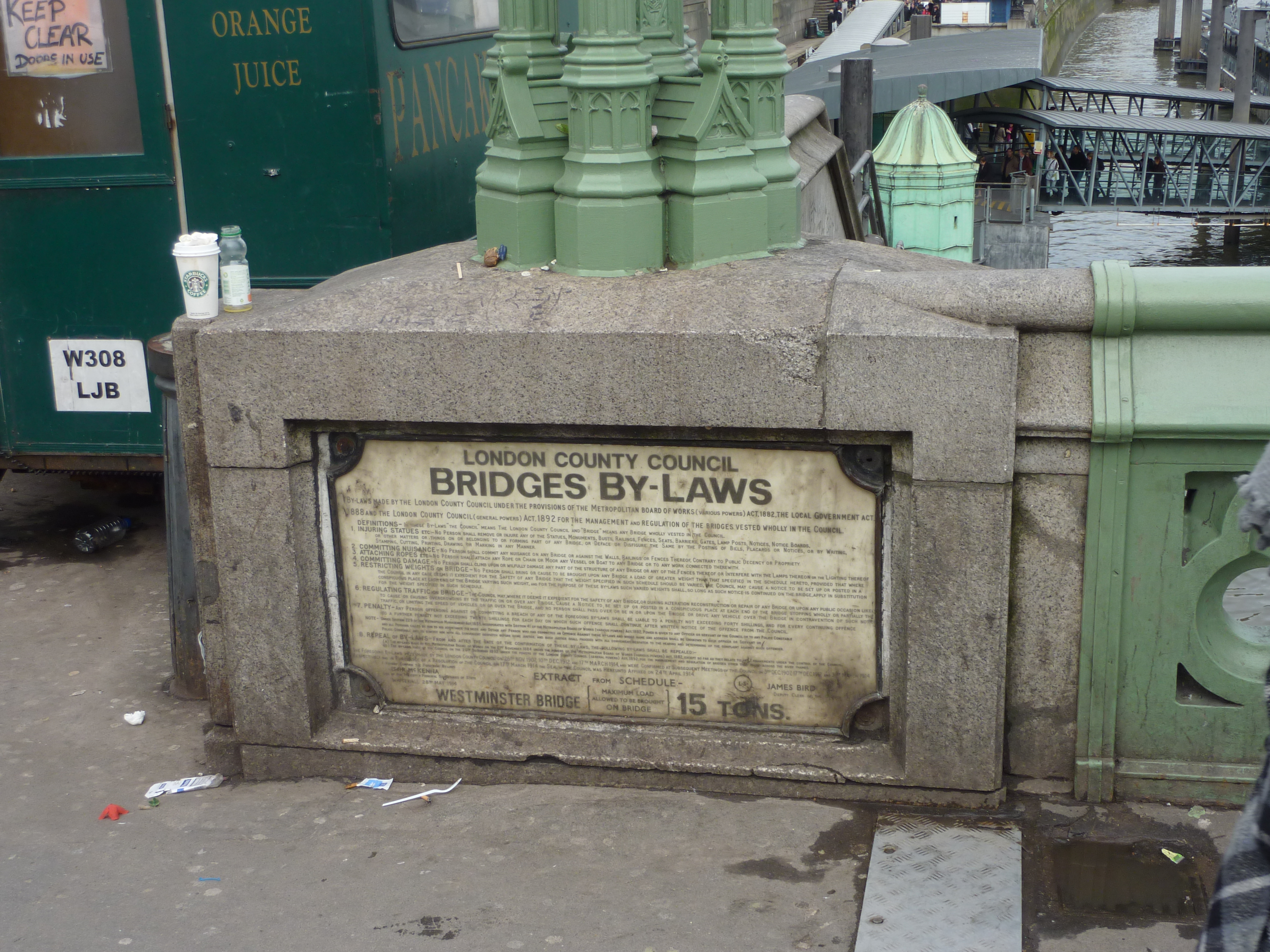
إشعار اللوائح الداخلية لجسر ويستمنستر.
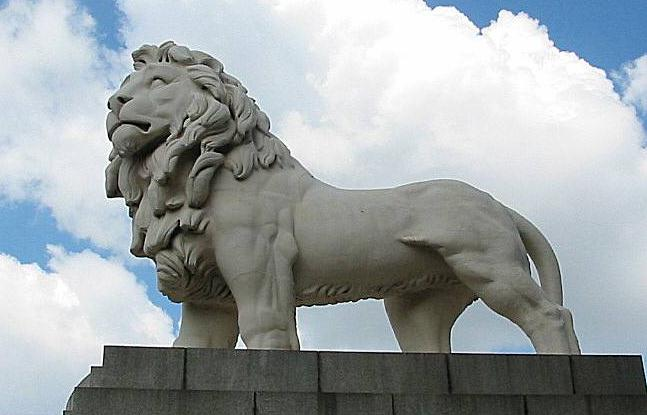
أسد الطرف الشرقي من الضفة الجنوبية في جسر وستمنستر.

## في الثقافة الشعبية

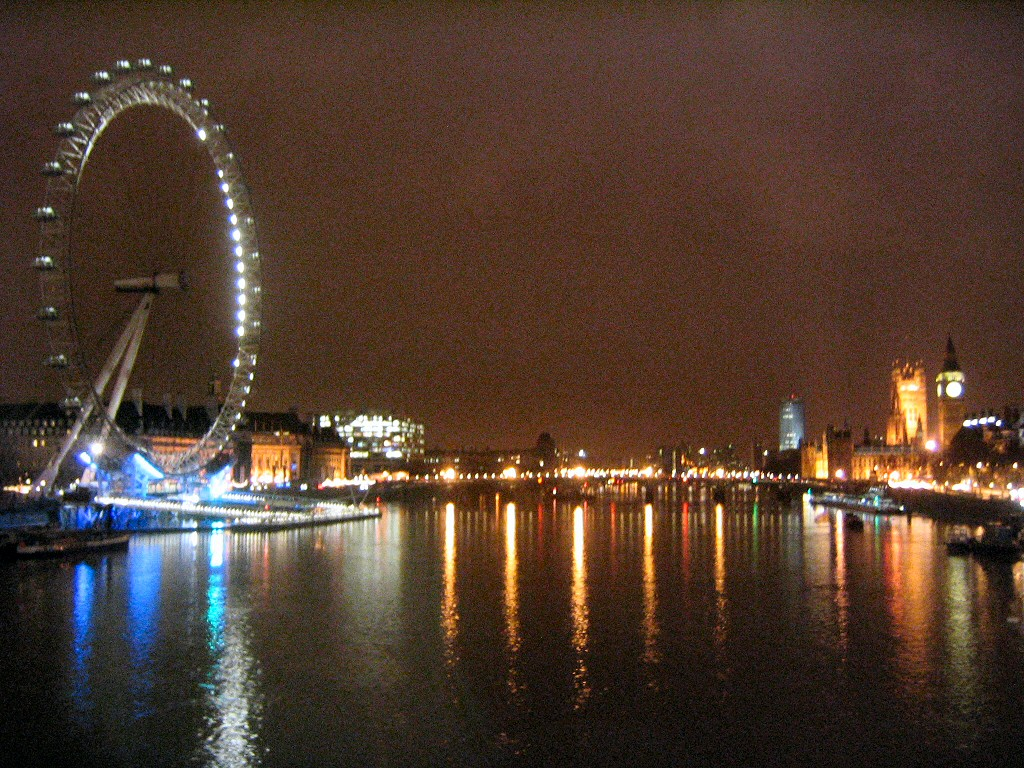
جسر وستمنستر والمعالم المحيطة به أثناء الليل.

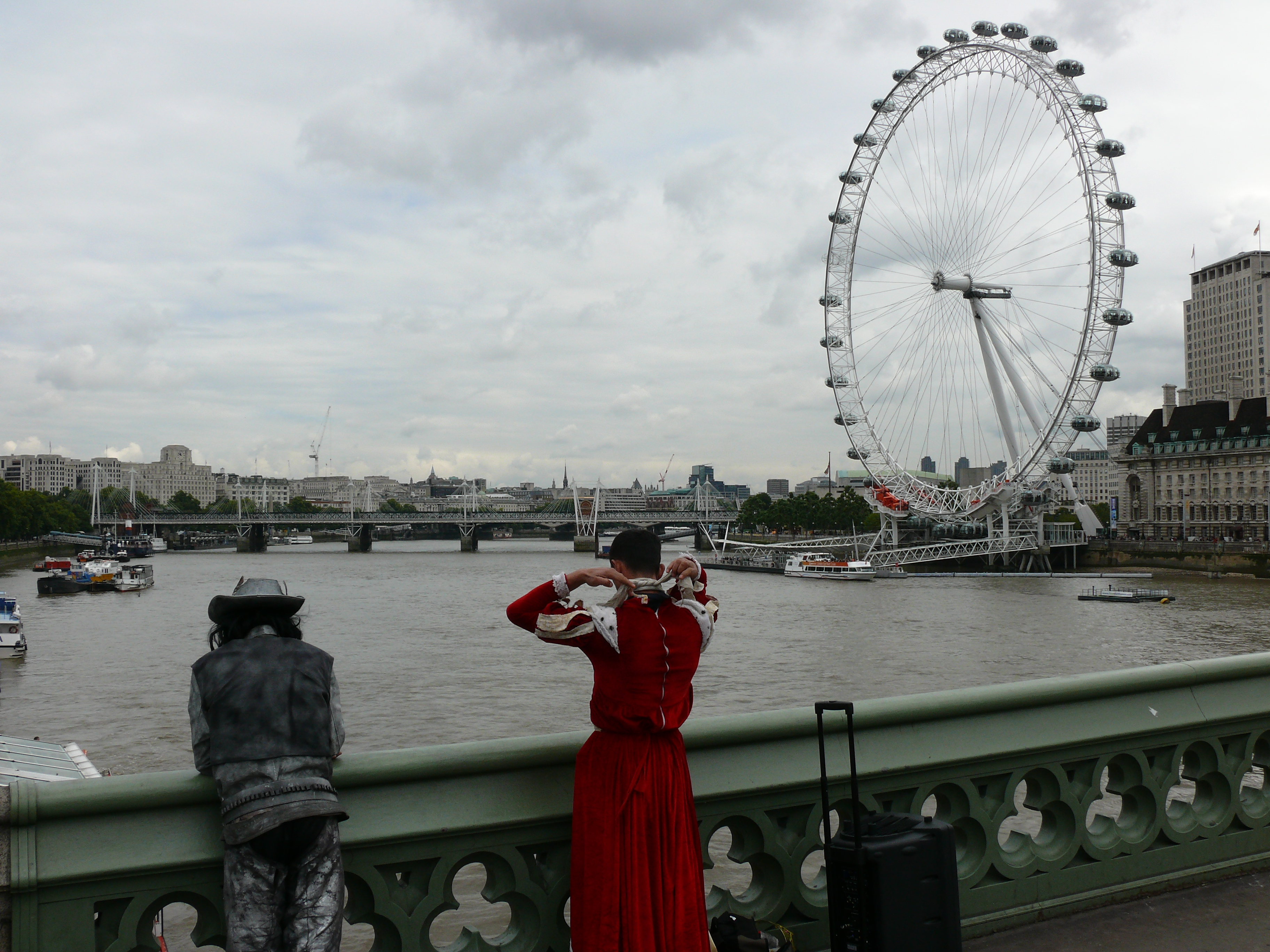
فنانو الشارع على جسر وستمنستر وعين لندن أمامهم.

- في مسلسل دكتور هو الصادر عام 1964، أثناء غزو دالك للأرض في المسلسل، يُرى ذا دالك يعبرون البرج في القرن الثاني والعشرين.[9]
- في فيلم الرعب البريطاني بعد 28 يوماً الصادر عام 2002، يستيقظ البطل من غيبوبة ليجد لندن مهجورة ويمشي فوق جسر وستمنستر الفارغ بشكل مخيف أثناء البحث عن علامات الحياة.
- جسر وستمنستر هو نقطة البداية والنهاية لـ«سباق الجسور للمعاقين» (بالإنجليزية: Bridges Handicap Race)‏، وهو سباق جري تقليدي في لندن.
- في عام 1802، كتب الشاعر الرومانسي الإنجليزي ويليام ووردزوورث سونيت بعنوان على جسر وستمنستر، 3 سبتمبر 1802 (بالإنجليزية: Composed upon Westminster Bridge, September 3, 1802)‏.
- في ختام فيلم الجزء الرابع والعشرين من سلسلة أفلام جيمس بوند، طيف، تتحطم مروحية بلوفيلد في جسر وستمنستر.